# Wallace Shawn
Wallace Michael „Wally” Shawn (ur. 12 listopada 1943 w Nowym Jorku) – amerykański aktor filmowy i telewizyjny, komik, scenarzysta, piosenkarz, tancerz, dramaturg i eseista.

## Życiorys
Urodził się  w Nowym Jorku w rodzinie żydowskiej jako syn dziennikarki Cecille Shawn (z domu Lyon; 1906–2005) i Williama Shawna (1907–1992), redaktora magazynu „The New Yorker”. Jego młodszy brat Allen Shawn (ur. 27 sierpnia 1948) został pianistą i kompozytorem. Po ukończeniu The Putney School w Putney, zdobył tytuł bakałarza sztuk na wydziale historii w Harvard College przy Uniwersytecie Harvarda. Studiował filozofię i ekonomię w Magdalen College przy Uniwersytecie Oksfordzkim.
Jego pierwszą produkcją była sztuka Our Late Night, która miała swoją premierę w 1975 i zdobyła nagrodę Obie za dramaturgię. W 1979 zadebiutował na ekranie w komedii romantycznej Woody’ego Allena Manhattan (1979).

## Filmografia

### filmy fabularne
- 1979: Manhattan jako Jeremiah
- 1979: Zacznijmy od nowa jako pracownik
- 1979: Cały ten zgiełk jako asystent
- 1980: Atlantic City jako kelner
- 1983: Układ stulecia jako Harold DeVoto
- 1984: Świry jako Turtle
- 1984: Bostończycy jako pan Pardon
- 1987: Widok z sypialni jako adwokat Hendersona
- 1987: Narzeczona dla księcia jako Vizzini
- 1987: Złote czasy radia jako zamaskowany mściciel
- 1987: Nadstaw uszu (Prick Up Your Ears) jako John Lahr
- 1988: Moderniści jako Oiseau
- 1989: Nie jesteśmy aniołami jako Translator
- 1993: Człowiek-meteor jako pan Little
- 1994: Wania na 42 ulicy jako Wania
- 1995: Toy Story jako Rex (głos)
- 1995: Goofy na wakacjach jako burmistrz Mazur (głos)
- 1995: Operacja Bekon jako kanadyjski premier Clark MacDonald
- 1996: Areszt domowy jako Vic Finley
- 1996: Wszystkie psy idą do nieba 2 jako Labrador MC (głos)
- 1997: W krzywym zwierciadle: Wakacje w Vegas jako Marty
- 1999: Mój przyjaciel Marsjanin jako Coleye
- 1999: Toy Story 2 jako Rex (głos)
- 2000: Mistrz przekrętu jako Gene
- 2001: Klątwa skorpiona jako George Bond
- 2001: Potwory i spółka jako Rex (głos)
- 2003: Nawiedzony dwór jako Ezra
- 2003: Starsza pani musi zniknąć (Duplex) jako Herman
- 2004: Iniemamocni jako Gilbert Huph (głos)
- 2004: Pupilek jako dyrektor Crosby Strickler (głos)
- 2004: Melinda i Melinda (Melinda and Melinda) jako Sy
- 2005: Kurczak Mały jako dyrektor Aport
- 2006: Krowy na wypasie jako Tom Cow (głos)
- 2006: Happy Wkręt jako Munk (głos)
- 2007: Nigdy nie będę twoja jako Math Teacher
- 2008: Scooby Doo i król goblinów jako pan Gibbles (głos)
- 2008: Mia i Migunki jako Migoo (głos)
- 2008: Kit Kittredge: Amerykańska dziewczyna jako pan Gibson (głos)
- 2010: Zemsta futrzaków jako dr Christian Burr
- 2010: Psy i koty: Odwet Kitty jako Calico (głos)
- 2010: Toy Story 3 jako Rex (głos)
- 2012: Wampirzyce jako dr Van Helsing
- 2015: Plan Maggie jako Kliegler
- 2018: Pozycja obowiązkowa jako Derek
- 2019: Toy Story 4 jako Rex (głos)

### seriale TV
- 1982–1983: Taxi jako Arnie Ross
- 1987–1991: Bill Cosby Show jako Jeff Engels
- 1992: Tylko jedno życie jako prof. Marvel
- 1993: Różowa Pantera jako Mały Człowiek (głos)
- 1993–1999: Star Trek: Stacja kosmiczna jako Grand Nagus Zek
- 1994: Pomoc domowa jako Charles Haste
- 1994–1997: Murphy Brown jako Stuart Best
- 1996–1997: Słodkie zmartwienia (Clueless) jako pan Alphonse Hall
- 1997: Bobby kontra wapniaki jako Philip Ny (głos)
- 1998: Rodzina Lwie Serce
- 2000–2001: Pupilek jako Crosby Strickler (głos)
- 2001: Ally McBeal jako pan Dune
- 2001–2006: Jordan w akcji jako Howard Stiles
- 2001–2011: Głowa rodziny jako Bertram (głos)
- 2003: Stanley jako pan Goldberg (głos)
- 2004: Seks w wielkim mieście jako Martin Grable[6]
- 2005: Gwiezdne wrota jako Arlos Kadawam
- 2005: Gotowe na wszystko (Desperate Housewives) jako Lonny Moon
- 2007: Plotkara (Gossip Girl) jako Cyrus
- 2007: Happy Wkręt (Happily N'Ever After) jako Munk (głos)
- 2019: Simpsonowie jako Wallace Hernia (głos)